# جينيفر
جينيفر دا سيلفا كوردينالي جوفيا (من مواليد 6 نوفمبر 2001) والمعروفة باسم جينيفر، هي لاعبة كرة قدم برازيلية محترفة تلعب كمهاجم لفريق كورينثيانز ومنتخب البرازيل لكرة القدم للسيدات. كانت جينيفر واحدة من لاعبي كورينثيانز التسعة الذين استدعاهم المدرب آرثر إلياس إلى للمنتخب البرازيلي الأول لكرة القدم في 1 سبتمبر 2023، ظهرت لأول مرة مع المنتخب البرزايلي الأول لكرة القدم ضد منتخب كندا في 6 أبريل 2024.
تم اكتشافها من قبل إنترناسيونال ووصلت إلى نادي كورينثيانز في عام 2021. ذات العام الذي حققت كانت فيه بطلة باوليستا، والبطولة البرازيل، وليبرتادوريس. في عام 2022 فازت بكأس السوبر البرازيلي وبطولة البرازيل. وفي عام 2023 فازت مرة أخرى في كأس السوبر البرازيلي والبطولة البرازيل.

## الأنجازات
دولي
- بطولة غاوتشو لكرة القدم للسيدات: 2019، 2020

كورنثوس
- سلسلة بطولة كرة القدم البرازيلية للسيدات أي 1: 2021، 2022،  2023
- بطولة باوليستا لكرة القدم للسيدات: 2021
- كوبا ليبرتادوريس للسيدات: 2021، 2023
- كأس السوبر البرازيلي لكرة القدم للسيدات: 2022، 2023
- كأس باوليستا لكرة القدم للسيدات (ar): 2022

البرازيل تحت 17
- بطولة أمريكا الجنوبية للسيدات تحت 17 سنة: 2018

البرازيل
- الألعاب الأولمبية الصيفية الميدالية الفضية: 2024[3]